# Jennifer Stone

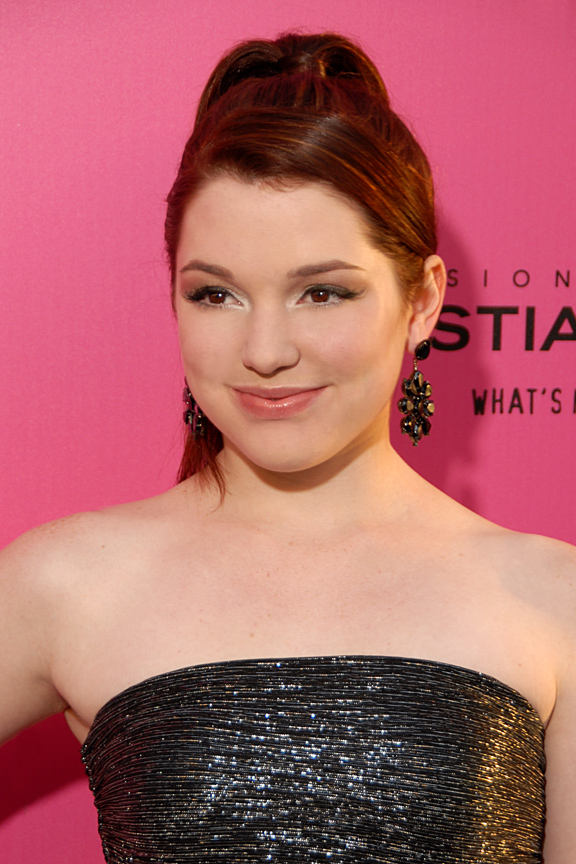
Jennifer Stone 2009.

Jennifer Lindsay Stone, född 12 februari 1993 i Arlington i Texas, är en amerikansk skådespelare mest känd för att spela Harper Finkle på Disney Channel-serien Magi på Waverly Place.
Stone började skådespela vid sex års ålder i lokala teatrar. Hon skrev kontrakt med en agentur vid åtta års ålder. Stones genombrott kom när hon fick rollen som Martha i New Line Cinemas Afrikas hemligheter, en roll hon nominerades till Young Artist Award för. Hon nominerades även för sin gästroll i tv-serien House 2005. Hon har också gästspelat i Line of Fire och Brottskod: Försvunnen. 
I februari 2007 fick hon rollen som Harper Finkle i Disneys Magi på Waverly Place. Hon har gjort YouTube-videor med Selena Gomez och David Henrie, och även skapat sin egen YouTube-kanal. Under 2009 hade hon en röstroll i Disney Channels Hitta Pappa. Hon gjorde även rösten till karaktären Amanda i den tecknade serien Phineas & Ferb. År 2010 spelade hon huvudrollen i filmen Harriet Spy: Blogg Wars. Under 2011 kommer hon att vara med i filmen Mean Girls 2.